# Frédéric de Romberg
Frédéric de Romberg, nom francisé de Johann Bernhard Friedrich Romberg, à partir de 1784 baron von Romberg,, né à Hemer le 5 août 1729, et mort à Bruxelles en 1819, était marchand de textile, opérateur de transport, banquier, fabricant de coton, armateur, marchand d'esclaves et propriétaire de plantations. Il a fait fortune aux Pays-Bas autrichiens et est devenu l'un des hommes les plus riches de son temps, mais a également perdu sa fortune.

## Biographie

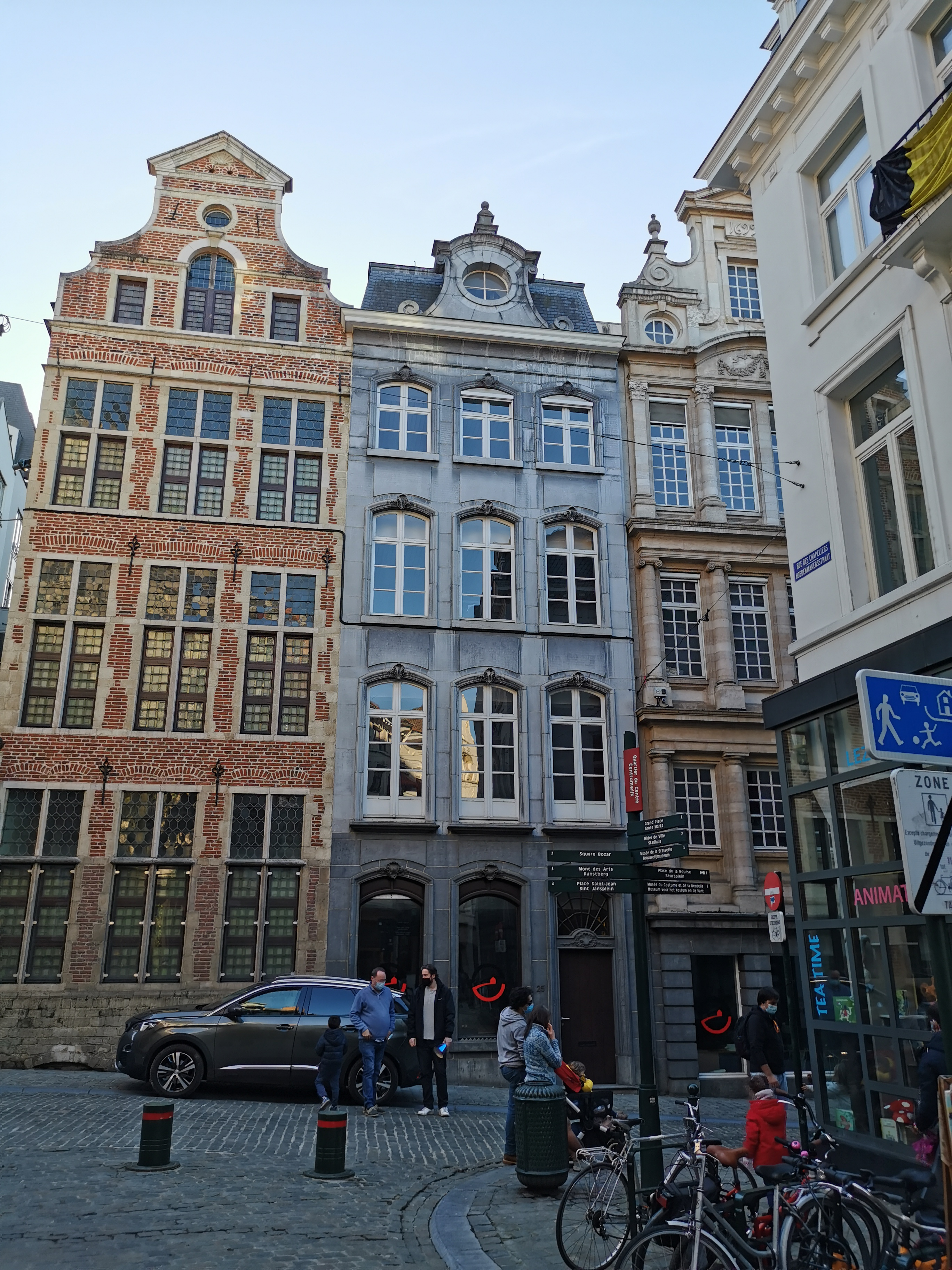
La maison en pierre bleue de Romberg, dans la rue de la Violette, à Bruxelles

### Famille
Son père, Johann Bernhard Romberg, enfant illégitime de Friedrich-Wienhold von Romberg zu Edelburg-Bredenol-Fronsberg, est juge forestier (Holzgericht) à Sundwig (de). Sa mère est Elisabeth Habich, originaire de Schwerte. Friedrich Romberg s'installe à Bruxelles avec son frère cadet Christian et épouse Louise-Henriette-Sophie Huyssen (1735-1785), fille du baron Heinrich von Huyssen, le 1er juillet 1759. Ils eurent cinq enfants :
- Jean-François-Frédéric-Chrétien (1760-1809), mort en Haïti
- Henry-Diederic-Bernard (1764-1784), mort à Bordeaux
- Jeanne-Catherine-Henriette (1767-1767)
- Adolph-Louis-Ferdinand (°1768)
- Hélène-Henriette-Louise (1775-1775)

Ils ont tous été baptisés par l'aumônier protestant du régiment de Waldeck. Après la mort de son frère Christian en 1779, Frédéric prend soin de ses enfants. Le père Romberg se remarie le 7 prairial an VII (26 mai 1799) avec Marie-Thérèse Buot.

### Origine
Romberg a suivi une formation commerciale à l'entreprise Kissing à Iserlohn puis à la Schüle à Augsbourg. Juste avant la guerre de Sept Ans, il s'installe à Bruxelles en 1755. Au début, il s'intéressait principalement aux textiles de Silésie et de Saxe. En 1759, il se marie, fait de Bruxelles son siège permanent et emmène son frère Christian dans l'entreprise. Il a vraiment gagné en popularité avec une société de transport fondée en 1765. Initialement, sa chaîne de transport était basée sur le conducteur de wagon Altenvoerde du comté de La Marck. Plus tard, il eut des relations entre les Pays-Bas autrichiens et Vienne, mais aussi avec le Saint-Empire, la Suisse et l'Italie.
Son origine allemande n'a pas empêché Romberg d'entretenir d'excellentes relations avec les ministres du gouvernement austro-néerlandais à Bruxelles. Il obtient des tarifs de péage avantageux pour la ligne qu'il exploite entre Ostende et Naples, avec des bureaux à Louvain, Nancy et Lindau. Lors de la première étape vers le Luxembourg, il évite le péage de la Principauté de Liège en serpentant devant Vonêche et Beauraing. En 1780, sa société de transport possédait près de 200 chevaux de trait. Il aurait également établi une liaison maritime entre Ostende et Trieste. Cette même année, lui et son frère reprennent une usine de coton à Bruxelles. Il a également stimulé la navigation intérieure, avec le canal Louvain-Dyle comme axe central. La renaissance de Louvain doit beaucoup au commerce qu'il a apporté.

### Expansion

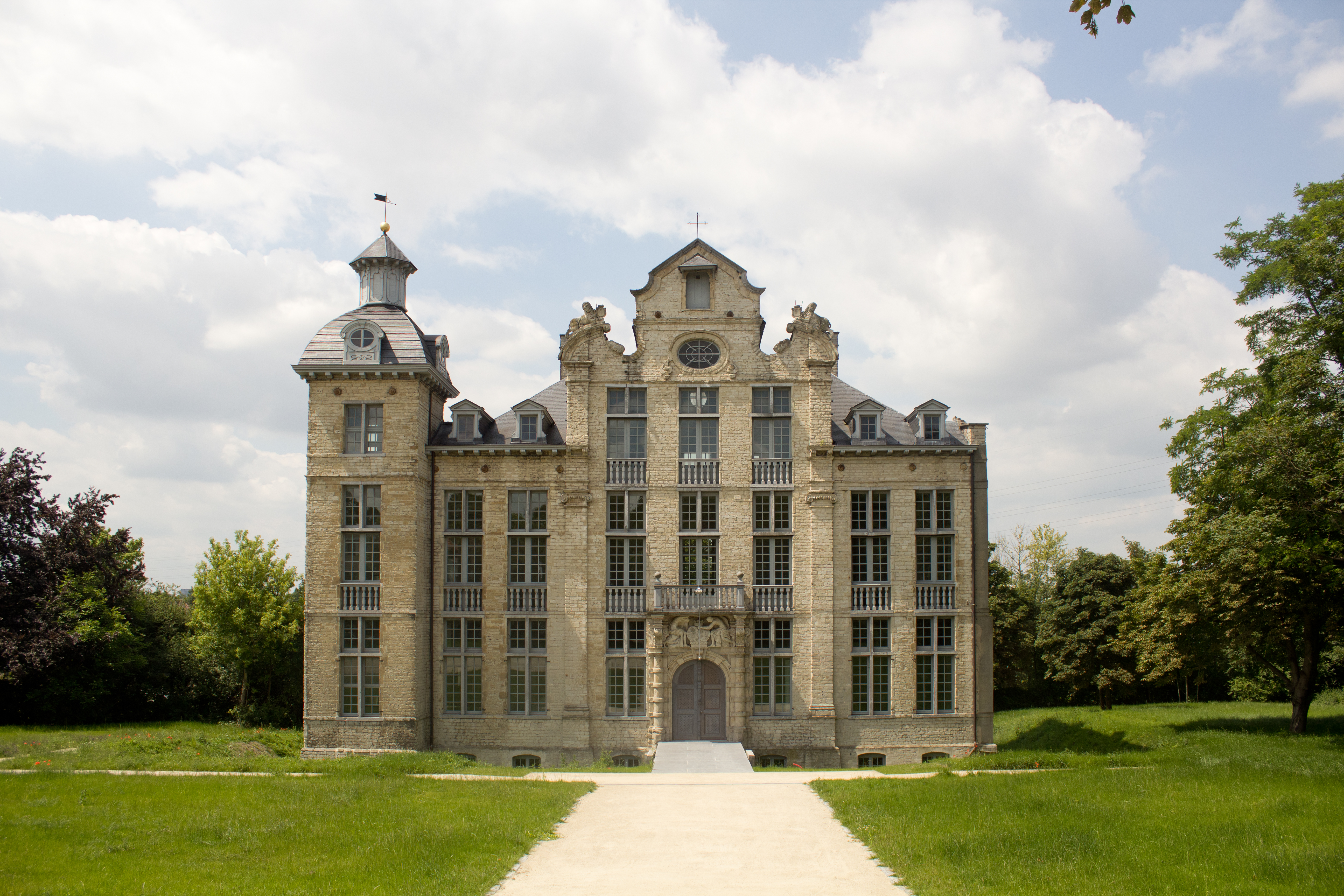
Le château de Beaulieu, acheté par Frédéric de Romberg en 1782

Pendant la guerre d'indépendance américaine, Romberg s'est aventuré dans la compagnie maritime. Ses navires partaient d'Ostende sous le pavillon du Saint-Empire, qui fut pendant plusieurs années un des seuls dont la neutralité fut respectée. La flotte de Romberg fournit à la marine royale à Brest et Cherbourg 3 000 mâts et de nombreux autres matériels pour la construction navale. Il avait également un contrat pour le sel de Marennes et le tabac avec la Compagnie des fermiers généraux, mais perdit de nombreux navires pendant cette période (seize ont fait naufrage et quatorze ont été détournés). Lorsque l'empereur Joseph II vient incognito à Bruxelles en 1781, il fait néanmoins plusieurs rencontres avec celui qui avait équipé 94 navires à Ostende l'année précédente et qui employait 2 000 marins. L'année suivante, Romberg rachète le château de Beaulieu, aux portes de Bruxelles.
Romberg a étendu ses activités à diverses entreprises et sites. À Ostende, son fils aîné Frédéric dirigeait la société Frederick Romberg Fils & Ricour. Une société de Bruges était impliquée dans l'assurance maritime. À Gand, Romberg & Consors se sont spécialisés dans la traite négrière transatlantique. Elle prétend avoir organisé dix-huit expéditions. À Bruxelles, il place un autre fils, Henri, à la tête d'une usine textile qui produit du troc pour la traite des esclaves. C'était une usine mécanisée de filature, de tissage et d'impression de coton. Dans sa région natale, Romberg a créé une entreprise de blanchiment textile à Stephanopel (de). Longtemps après son départ, les habitants d'Hemer et d'Iserlohn ont pu compter sur son soutien. Il a également été actif en tant que banquier. Il livre de nombreux pesos et lingots d'argent à Bruxelles entre 1782 et 1785. En 1784, Joseph II l'éleva au rang de baron à Vienne. Avec cela, l'empereur voulait lui donner l'exemple en tant qu'entrepreneur éclairé. La lettre patente énonçait explicitement ses mérites pour la traite des esclaves.

### Commerce d'esclaves
Le lucratif commerce triangulaire était un marché que les Pays-Bas méridionaux n'avaient jamais pu percer, faute de puissance navale et de colonies. Romberg a vu des possibilités vers 1780 à la suite de la Quatrième guerre anglo-néerlandaise. Associé à des banquiers comme Jacques Joseph Chapel (nl), les frères Jean Joseph (nl) et Josse Jean Walckiers (nl) ou encore Joseph Depestre (nl), il équipa plusieurs navires négriers. Ils sont partis des ports flamands vers le golfe de Guinée et la Côte de l'Or, chargés de poudre à canon, de vin, d'alcool et de textiles bon marché. Après avoir échangé cette marchandise contre des esclaves, les navires naviguaient vers la Guadeloupe, Saint-Domingue ou Cuba. Sur le chemin du retour, ils s'approvisionnaient principalement en café et en sucre. En 1780, des navires négriers équipés par lui partent d'Ostende, du Havre et de La Rochelle. Onze transports d'esclaves de Romberg sont documentés en 1782-83.
En 1783, les Français restaurent leur exclusivité sur les Antilles. Avec les frères Walckiers comme commanditaires et des capitaux d'Amsterdam et de Hambourg, Romberg envoie son fils Henry et son ancien employé Georg Christoph Bapst à Bordeaux pour créer la société esclavagiste Romberg, Bapst & Cie (nl). Il avait d'excellents contacts avec le consul Johann Jakob von Bethmann. Avec un capital initial de 600 000 livres, apporté immédiatement par les trois commanditaires, ils visent Saint-Marc comme marché aux esclaves. L'année suivante, le jeune Romberg décède et Bapst est le seul à reprendre la direction opérationnelle.
Romberg, Bapts & Cie devient le plus grand commerce d'esclaves de Bordeaux. Jusqu'en 1791, la compagnie envoya au moins une douzaine de navires négriers dans les plantations antillaises. Entre 1787 et 1789 seulement, elle équipa sept navires, ce qui en fit la quatrième compagnie maritime bordelaise. Les capitaines des navires achetaient principalement sur la côte Est africaine. Jusqu'en 1790, la firme de Saint-Domingue avait une vingtaine de plantations d'indigo et de coton en gestion directe, ainsi que des relations avec une trentaine d'autres plantations. Ils fournissaient en partie des matières premières aux entreprises textiles familiales.
Le fonds de roulement s'élevait à 2,2 millions de livres, mais les créances contre les propriétaires de plantations français étaient un multiple de cela. Romberg, qui investit massivement dans sa firme bordelaise, évite de justesse la faillite en 1789 grâce à son réseau international. Le déclenchement de la Révolution haïtienne en 1791 fut un coup dur, mais ce sont finalement les dettes à peine recouvrables des coloniaux qui provoquèrent l'effondrement de son entreprise en octobre 1793. Romberg a perdu 4,29 millions de livres en faillite. Il couvrit une partie des pertes de la vente des biens immobiliers de la région parisienne qu'il avait acquis aux enchères des biens nationaux : le cloître Saint-Honoré à Paris (500 000 livres), l'abbaye de Sainte-Perrine à Paris, l'église et l'abbaye Saint-Jean à Paris et le domaine du château Robecq-Montmorency à Marolles-en-Hurepoix. Il dut également vendre son domaine de Machelen, ce qui ne l'empêcha pas de passer du temps en prison pour dettes.
Un deuxième coup fut le blocus continental, qui frappa le commerce avec les îles britanniques à partir de 1806. Au cours des dernières décennies de sa longue vie, il a mené une série interminable de procès pour ses créances douteuses sur la Ferme Générale.

## Œuvre
Romberg a écrit une autobiographie : Mémoire des faits de Frédéric de Romberg (1810). Le manuscrit est conservé à la Bibliothèque royale de Belgique. Il a également écrit des mémoires tels que Romberg et son fils contre P.F. Stevens (1811).